# El Cercado (kommun)
El Cercado är en kommun i Dominikanska republiken.   Den ligger i provinsen San Juan, i den västra delen av landet, 160 km väster om huvudstaden Santo Domingo. Antalet invånare i kommunen är cirka 21 000.